# 단양 지씨
단양 지씨(丹陽 池氏)는 충청북도 단양군을 본관으로 하는 한국의 성씨이다.

## 시조
단양 지씨는 충주 지씨 시조 선의공 지경의 후손이라고 하나, 선대의 기록이 없다. 단양 지씨의 시조는 안찰사(按察使)를 지낸 지득심(池得深)이다. 그의 선계는 알려지지 않고 있으며, 시조(始祖)에 관한 자세한 기록은 남아 있지 않다.

## 참고 자료
- “단양지씨(丹陽池氏)”. 뿌리를 찾아서.[깨진 링크(과거 내용 찾기)]